# Mu kratha

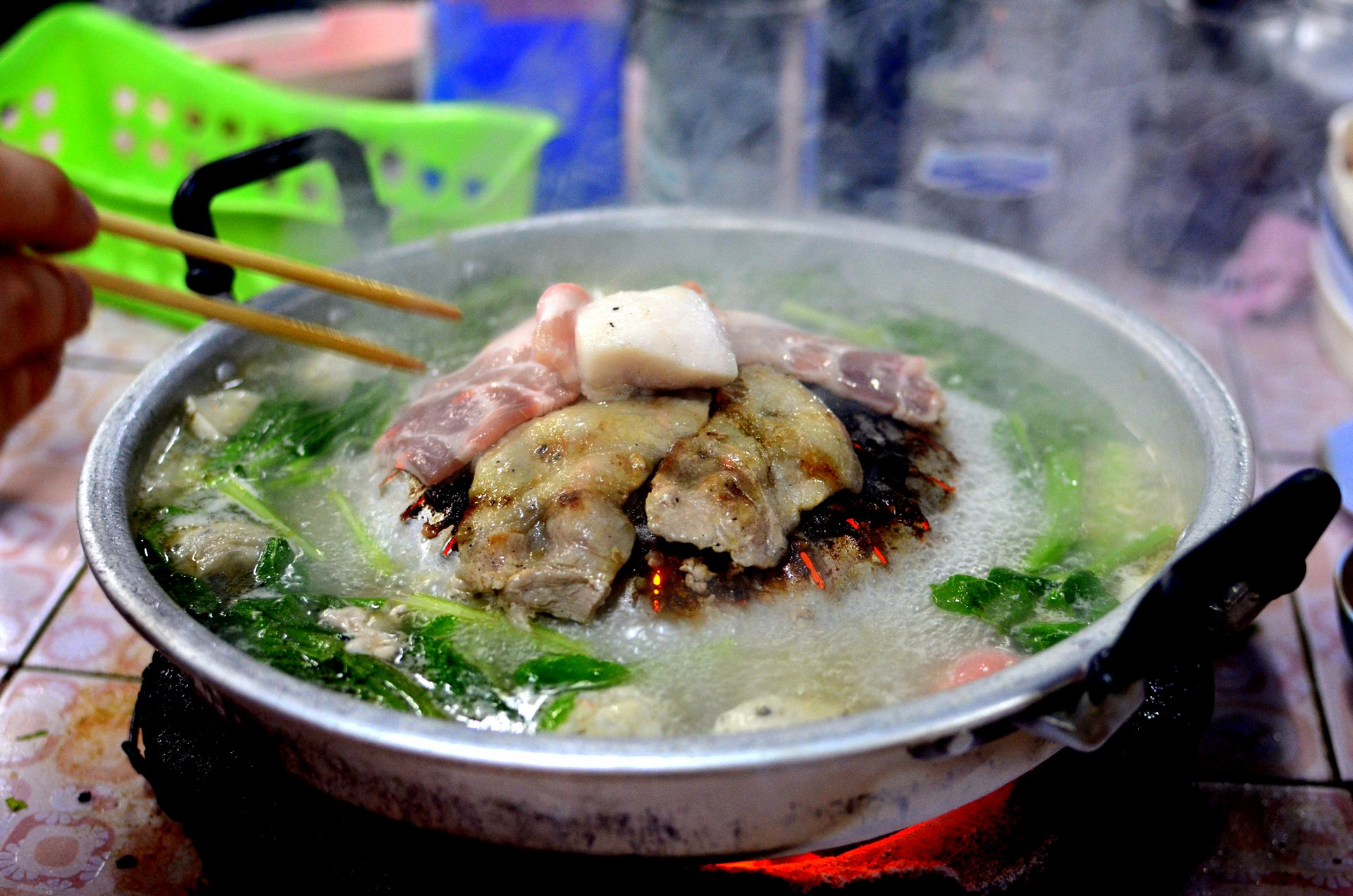
Thailändischer Tischgrill

Mu kratha (thailändisch หมูกระทะ), auch Mookata geschrieben, ist eine Kombination aus koreanischem Barbecue-Grill und chinesischem Feuertopf.

## Geschichte und Etymologie
Der Ursprung des Mu kratha (wörtlich übersetzt „Pfannenschweinefleisch“) liegt in Korea, von wo er sich nach Thailand ausbreitete. Im Gegensatz zur koreanischen Version des Grills verwendet die thailändische Version Kohle anstatt eines Gasherdes. In Thailand und Malaysia gibt es eine große Anzahl an All-you-can-eat-„MooKata“-Restaurants, die den Grill in ihr Geschäftskonzept integriert haben, da Gerichte mit ihm einfach zuzubereiten sind und er eine Vielzahl an Variationen ermöglicht.

## Zubereitung
Die speziell geformte und nach oben gewölbte Grillauflage, meist aus Metall, wird in die Mitte des Esstisches gestellt. In die Suppenrinne gibt man, ähnlich dem Fondue, eine Brühe aus unterschiedlichen Zutaten oder auch nur kochendem Wasser. Auf die gewölbte Grillfläche wird das Fleisch gelegt, wobei durch die spezielle Form des Grills der Bratensaft in die Brühe läuft. Ein spezieller Unterbau des Grills ermöglicht das Erhitzen durch Kohle und gleichzeitige Benutzen als Tischgrill. Mittlerweile gibt es auch einen mit Strom betriebenen Mu kratha.
Typische Hauptzutat ist in dünne Scheiben geschnittenes Fleisch, meistens Schweinefleisch, aber auch Rind, Huhn, Lamm, Fisch oder Meeresfrüchte. In der Suppe werden Gemüse jeglicher Art und meistens auch Nudeln gekocht. Zu dem Gericht werden üblicherweise scharfe Saucen, wie Nam Yam, gereicht.
In Thailand wird Mu Kratha in oft eigenen Restaurants in zwei Arten angeboten: Zum einen als All-you-can-eat, wo für einen pauschalen Preis sämtliche Zutaten unbegrenzt verfügbar sind und wo sich der Kunde in Form eines Buffets selbst bedienen kann. Oftmals beinhaltet der Preis sogar kleine Vorspeisen und Nachtische (Getränke müssen jedoch immer extra bezahlt werden). Diese Variante ist sehr beliebt und im ganzen Land gibt es Mu Kratha All-you-can-eat Restaurants ("Thai BBQ Buffet"). Die zweite Art von Mu Kratha ist ein festes Menü, wo die Zutaten zusammen mit dem Tischgrill serviert werden und meistens für zwei Personen ausreichen. Diese können nur gegen einen Aufpreis nachbestellt werden.